# Rémy Di Grégorio
Rémy Di Grégorio (Marseille, 31 juli 1985) is een Frans wielrenner die anno 2018 rijdt voor Delko Marseille Provence KTM. Daarvoor reed hij voor La Française des Jeux, Astana en Cofidis.

## Biografie
Di Grégorio maakte zijn debuut in het profpeloton in 2005 voor La Française des Jeux. In zijn tweede jaar won hij de achtste etappe van de Ronde van de Toekomst. Datzelfde jaar komt hij ook als vijtiende aan op de top van de Mont Ventoux in de Critérium du Dauphiné Libéré. Het jaar erna won hij in dezelfde koers de bergtrui.
In de editie van 2007 van Luik-Bastenaken-Luik, die werd gewonnen door Danilo Di Luca, zat Di Grégorio in de vroege vlucht, samen met Jan Kuyckx (Landbouwkrediet), Unai Etxebarria (Euskaltel-Euskadi) en Vasil Kiryjenka (Tinkoff), maar werd teruggepakt op zo'n vijftien kilometer van de streep. In datzelfde jaar debuteerde hij in de Ronde van Frankrijk. Hier moest hij al in de vierde etappe opgeven, nadat hij als laatste over de finish kwam door een val, waarbij hij een elleboogbreuk opliep.
In 2008 kwam zijn seizoen pas laat op gang, omdat hij door een peesontsteking af moest zeggen voor Parijs-Nice. Hij maakte zijn rentree in de Ronde van Romandië, waar hij in de tweede etappe vluchtte samen met Ian McKissick (BMC) en José Luis Arrieta (AG2R). Op acht kilometer voor de meet werd hij echter als laatste bijgehaald door het door sprintersteams aangejaagde peloton. In de Tour de France dat jaar reed hij lange tijd solo in de tiende etappe, waarin hij onder andere als eerste boven op de Col du Tourmalet kwam. Omdat favoriet Alejandro Valverde loste uit de groep favorieten, die achter Di Grégorio reden, versnelde de groep favorieten, waardoor Di Grégorio uiteindelijk vrij kansloos werd bijgehaald op de laatste beklimming naar Hautacam. Die etappe werd hij uitgeroepen tot meest strijdlustige renner. Ook in de zeventiende etappe ontsnapte hij en reed hij een aantal bergpunten bijeen, waardoor hij uiteindelijk als negende eindigde in het bergklassement.
Tijdens de eerste rustdag van de Ronde van Frankrijk 2012 werd Di Grégorio gearresteerd op verdenking van betrokkenheid bij een dopingzaak. Hierop werd hij door de ploegleiding van Cofidis geschorst. In april 2013 werd hij vrijgesproken en kon hij op zoek gaan naar een nieuwe ploeg. In 2018 werd hij tijdens Parijs-Nice betrapt op EPO.

## Belangrijkste overwinningen
2003
 Frans kampioen tijdrijden, Junioren
2e etappe deel B Internationale Ronde van Nedersaksen, Junioren
2006
8e etappe Ronde van de Toekomst
2007
Bergklassement Critérium du Dauphiné Libéré
2011
7e etappe Parijs-Nice
2012
4e etappe Ronde van Asturië
2013
3e etappe en eindklassement Ronde van Bulgarije
2014
Eindklassement Ronde van Taiwan
2016
Bergklassement Internationaal Wegcriterium
2018
2e etappe Ronde van de Provence

## Resultaten in voornaamste wedstrijden
| Jaar | Ronde van Italië | Ronde van Frankrijk | Ronde van Spanje |
| ---- | ---------------- | ------------------- | ---------------- |
| 2005 |                  |                     |                  |
| 2006 |                  |                     |                  |
| 2007 |                  | opgave              |                  |
| 2008 |                  | 59e                 | 80e              |
| 2009 |                  |                     | 51e              |
| 2010 |                  | 78e                 | 19e              |
| 2011 |                  | 38e                 |                  |
| 2012 |                  | uitgesloten         |                  |
| 2013 |                  |                     |                  |
| 2014 |                  |                     |                  |
| 2015 |                  |                     |                  |
| 2016 |                  |                     |                  |
| 2017 |                  |                     |                  |

| Jaar | Amstel Gold Race | Luik-Bast.‑Luik | Ronde van Lombardije | Waalse Pijl | Parijs-Tours |  | Wereldranglijsten |
| ---- | ---------------- | --------------- | -------------------- | ----------- | ------------ |  | ----------------- |
| 2005 |                  | opgave          |                      |             |              |  |                   |
| 2006 |                  |                 |                      |             |              |  |                   |
| 2007 |                  | 82e             |                      |             |              |  | 228e (UPT)        |
| 2008 |                  |                 |                      |             |              |  |                   |
| 2009 |                  | 18e             | opgave               |             |              |  |                   |
| 2010 |                  |                 |                      |             |              |  | 206e (UWK)        |
| 2011 | 68e              | 48e             |                      | 20e         |              |  | 158e (UWT)        |
| 2012 |                  |                 |                      |             |              |  |                   |
| 2013 |                  |                 |                      |             |              |  |                   |
| 2014 |                  |                 |                      |             | 52e          |  |                   |
| 2015 |                  |                 |                      |             |              |  |                   |
| 2016 |                  |                 |                      | 106e        |              |  |                   |
| 2017 |                  |                 |                      |             | 44e          |  |                   |

## Ploegen
- 2005 –  Française des Jeux
- 2006 –  Française des Jeux
- 2007 –  Française des Jeux
- 2008 –  Française des Jeux
- 2009 –  Française des Jeux
- 2010 –  FDJ
- 2011 –  Pro Team Astana
- 2012 –  Cofidis, le Crédit en Ligne
- 2014 –  Team La Pomme Marseille 13
- 2015 –  Team Marseille 13 KTM
- 2016 –  Delko Marseille Provence KTM
- 2017 –  Delko Marseille Provence KTM
- 2018 –  Delko Marseille Provence KTM